# Division IA du Championnat du monde de hockey sur glace 2018
Navigation
Division IA en 2017 Division IA en 2019
Le tournoi de la Division IA du Championnat du monde de hockey sur glace 2018 se déroule à Budapest en Hongrie du 22 au 28 avril 2018.

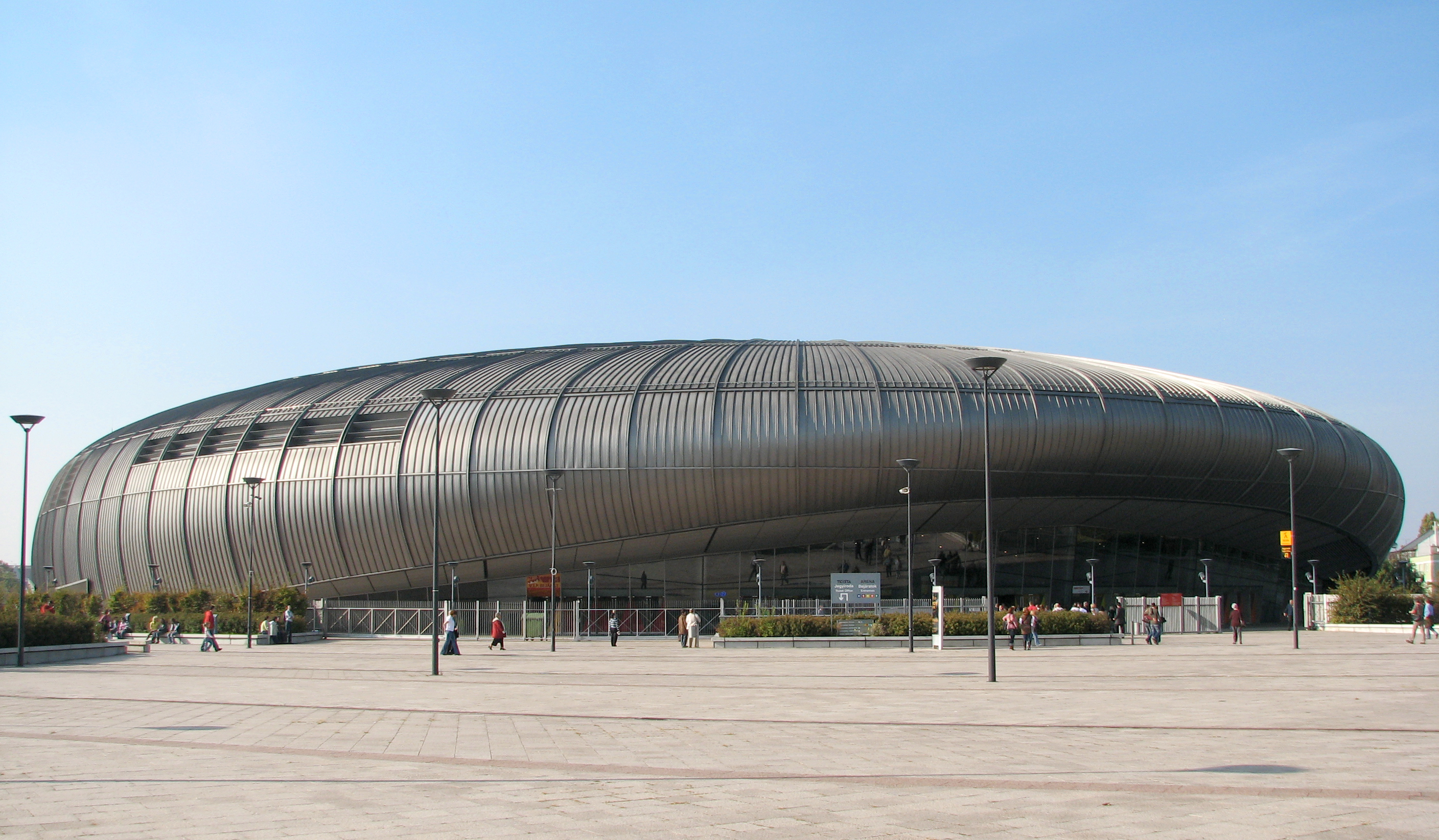
Vue de la Papp László Budapest Sportaréna

| \| Localisation de Budapest en Hongrie. \| Localisation de Budapest en Hongrie. |
| Localisation de Budapest en Hongrie.                                            |

## Format de la compétition

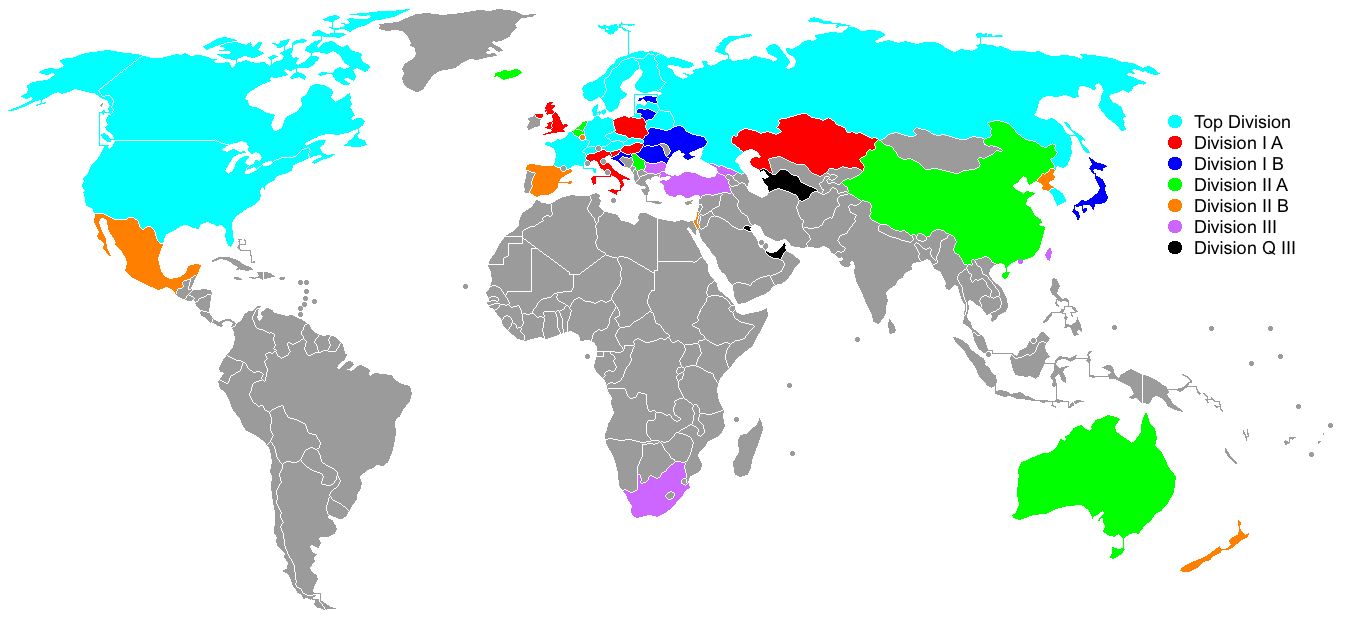
Nations participant au Championnat du monde de hockey sur glace 2018, par division.

Le Championnat du monde de hockey sur glace est un ensemble de plusieurs tournois regroupant les nations en fonction de leur niveau. Les meilleures équipes disputent le titre dans la Division Élite. Cette Division regroupe 16 équipes réparties en deux groupes de 8 qui disputent un tour préliminaire. Les 4 premiers de chaque groupe sont qualifiés pour les quarts de finale et les derniers sont relégués en Division IA à l'exception de la Slovaquie, organisatrice de l'édition 2019, qui ne peut être reléguée même si elle termine à la dernière place du groupe A.
Pour les autres divisions qui comptent 6 équipes (sauf la Qualification pour la Division III), les équipes s’affrontent entre elles et, à l'issue de cette compétition, le premier est promu dans la division supérieure et le dernier est relégué dans la division inférieure.
En Qualification pour la Division III, le vainqueur de la finale est promu en Division III.
Lors des phases de poule, les points sont attribués ainsi :
- 3 points pour une victoire dans le temps réglementaire ;
- 2 points pour une victoire en prolongation ou aux tirs de fusillade ;
- 1 point pour une défaite en prolongation ou aux tirs de fusillade ;
- aucun point pour une défaite dans le temps réglementaire.

## Officiels
La fédération internationale a désigné 14 officiels pour œuvrer lors de la compétition :
| - Alessandro Dipietro - Lasse Heikkinen - Oldřich Hejduk - Jeff Ingram | - Marc Iwert - Trpimir Piragić - Ladislav Smetana |

| - Thomas Caillot - Michael Harrington - Ludvig Lundgren - Márton Németh | - Marc-Henri Progin - Daniel Soós - Josef Špůr |

## Matches
| 22 avril | Grande-Bretagne | 3-1 (1-1, 1-0, 1-0) | Slovénie | Papp László Budapest Sportaréna 1 545 spectateurs |

| Feuille de match | Feuille de match                                                                                              | Feuille de match | Feuille de match            | Feuille de match                                                                          |
| ---------------- | --- | ---------------- | --------------------------- | ----------------------------------------------------------------------------------------- |
|                  | O'Connor (Perlini, Shields) — 6 min (SN) - Dowd (Ehrhardt) — 35 min Perlini (Hammond, O'Connor) — 44 min (SN) | 1-0 1-1 2-1 3-1  | - Gregorc (Urbas, Verlič) - | Arbitrage : Marc Iwert et Trpimir Piragić Juges de lignes : Thomas Caillot et Daniel Soós |
| Bowns            | Gardiens | Krošelj          |                             | Arbitrage : Marc Iwert et Trpimir Piragić Juges de lignes : Thomas Caillot et Daniel Soós |
| 6 min            | Pénalités | 8 min            |                             | Arbitrage : Marc Iwert et Trpimir Piragić Juges de lignes : Thomas Caillot et Daniel Soós |
| 15               | Tirs | 35               |                             | Arbitrage : Marc Iwert et Trpimir Piragić Juges de lignes : Thomas Caillot et Daniel Soós |

| 22 avril | Hongrie | 0-3 (0-0, 0-0, 0-3) | Kazakhstan | Papp László Budapest Sportaréna 7 170 spectateurs |

| Feuille de match | Feuille de match | Feuille de match | Feuille de match                                                                                         | Feuille de match                                                                                        |
| ---------------- | ---------------- | ---------------- | --- | --- |
|                  | -                | 0-1 0-2 0-3      | Orekhov (Grents) — 43 min 38 s Rymarev (Startchenko) — 44 min 35 s Rymarev (Semionov) — 47 min 42 s (SN) | Arbitrage : Lasse Heikkinen et Oldřich Hejduk Juges de lignes : Michael Harrington et Marc-Henri Progin |
| Vay              | Gardiens         | Karlsson         | | Arbitrage : Lasse Heikkinen et Oldřich Hejduk Juges de lignes : Michael Harrington et Marc-Henri Progin |
| 14 min           | Pénalités        | 8 min            | | Arbitrage : Lasse Heikkinen et Oldřich Hejduk Juges de lignes : Michael Harrington et Marc-Henri Progin |
| 28               | Tirs             | 27               | | Arbitrage : Lasse Heikkinen et Oldřich Hejduk Juges de lignes : Michael Harrington et Marc-Henri Progin |

| 22 avril | Pologne | 1-3 (1-0, 0-2, 0-1) | Italie | Papp László Budapest Sportaréna 1 100 spectateurs |

| Feuille de match | Feuille de match      | Feuille de match | Feuille de match | Feuille de match                                                                            |
| ---------------- | --------------------- | ---------------- | --- | ------------------------------------------------------------------------------------------- |
|                  | Zapała — 5 min 27 s - | 1-0 1-1 1-2 1-3  | - Scandella (Andergassen, Hochkofler) — 33 min 21 s Helfer (Andergassen, Hofer) — 38 min 34 s (SN) Deluca (Andergassen, Felicetti) — 59 min 43 s (CV) | Arbitrage : Jeff Ingram et Ladislav Smetana Juges de lignes : Ludvig Lundgren et Josef Špůr |
| Murray           | Gardiens              | De Filippo       | | Arbitrage : Jeff Ingram et Ladislav Smetana Juges de lignes : Ludvig Lundgren et Josef Špůr |
| 8 min            | Pénalités             | 4 min            | | Arbitrage : Jeff Ingram et Ladislav Smetana Juges de lignes : Ludvig Lundgren et Josef Špůr |
| 21               | Tirs                  | 32               | | Arbitrage : Jeff Ingram et Ladislav Smetana Juges de lignes : Ludvig Lundgren et Josef Špůr |

| 23 avril | Slovénie | 2-4 (0-1, 1-2, 1-1) | Pologne | Papp László Budapest Sportaréna 930 spectateurs |

| Feuille de match | Feuille de match                                                   | Feuille de match        | Feuille de match | Feuille de match                                                                              |
| ---------------- | ------------------------------------------------------------------ | ----------------------- | --- | --------------------------------------------------------------------------------------------- |
|                  | - Drozg (Vidmar) — 24 min 30 s - Urbas (Verlič) — 58 min 33 s (JS) | 0-1 1-1 1-2 1-3 1-4 2-4 | Kapica (Dziubiński, Chmielewski) — 2 min 49 s (SN) - Neupauer (Pociecha, Witecki) — 27 min 29 s Kolusz — 36 min 9 s (TP) Chmielewski (Rompkowski, Dziubiński) — 51 min 25 s - | Arbitrage : Lasse Heikkinen et Ladislav Smetana Juges de lignes : Márton Németh et Josef Špůr |
| Krošelj          | Gardiens                                                           | Odrobny                 | | Arbitrage : Lasse Heikkinen et Ladislav Smetana Juges de lignes : Márton Németh et Josef Špůr |
| 10 min           | Pénalités                                                          | 12 min                  | | Arbitrage : Lasse Heikkinen et Ladislav Smetana Juges de lignes : Márton Németh et Josef Špůr |
| 38               | Tirs                                                               | 27                      | | Arbitrage : Lasse Heikkinen et Ladislav Smetana Juges de lignes : Márton Németh et Josef Špůr |

| 23 avril | Italie | 2-3 (1-0, 1-2, 0-1) | Hongrie | Papp László Budapest Sportaréna 7 150 spectateurs |

| Feuille de match | Feuille de match                                                                               | Feuille de match    | Feuille de match                                                                                           | Feuille de match                                                                                    |
| ---------------- | ---------------------------------------------------------------------------------------------- | ------------------- | --- | --------------------------------------------------------------------------------------------------- |
|                  | Traversa (S. Kostner, Zanatta) — 4 min 52 s - Larkin (S. Kostner, Deluca) — 31 min 37 s (IN) - | 1-0 1-1 2-1 2-2 2-3 | - Sarauer (Sofron, Galló) — 21 min 17 s - Vas (Sebők, Galló) — 32 min 32 s (SN) Sebők (Wehrs) — 41 min 6 s | Arbitrage : Alessandro Dipietro et Marc Iwert Juges de lignes : Thomas Caillot et Marc-Henri Progin |
| Bernard          | Gardiens                                                                                       | Vay                 | | Arbitrage : Alessandro Dipietro et Marc Iwert Juges de lignes : Thomas Caillot et Marc-Henri Progin |
| 6 min            | Pénalités                                                                                      | 6 min               | | Arbitrage : Alessandro Dipietro et Marc Iwert Juges de lignes : Thomas Caillot et Marc-Henri Progin |
| 39               | Tirs                                                                                           | 22                  | | Arbitrage : Alessandro Dipietro et Marc Iwert Juges de lignes : Thomas Caillot et Marc-Henri Progin |

| 24 avril | Kazakhstan | 6-1 (1-1, 2-0, 3-0) | Grande-Bretagne | Papp László Budapest Sportaréna 1 345 spectateurs |

| Feuille de match | Feuille de match | Feuille de match                         | Feuille de match                | Feuille de match                                                                                      |
| ---------------- | --- | ---------------------------------------- | ------------------------------- | --- |
|                  | - Grents (Yevdokimov, Mikhailis) — 14 min 28 s (SN) Sagadeyev (Lakiza) — 32 min 22 s Startchenko (Koutchine) — 34 min 20 s Startchenko (Rymarev) — 41 min 58 s Mikhailis (Lakiza) — 45 min 55 s Asetov — 46 min 44 s | 0-1 1-1 2-1 3-1 4-1 5-1 6-1              | Ferrara (Brooks) — 2 min 33 s - | Arbitrage : Oldřich Hejduk et Trpimir Piragić Juges de lignes : Michael Harrington et Ludvig Lundgren |
| Karlsson         | Gardiens | Bowns (45 min 55 s) Whistle (14 min 5 s) |                                 | Arbitrage : Oldřich Hejduk et Trpimir Piragić Juges de lignes : Michael Harrington et Ludvig Lundgren |
| 8 min            | Pénalités | 14 min                                   |                                 | Arbitrage : Oldřich Hejduk et Trpimir Piragić Juges de lignes : Michael Harrington et Ludvig Lundgren |
| 42               | Tirs | 25                                       |                                 | Arbitrage : Oldřich Hejduk et Trpimir Piragić Juges de lignes : Michael Harrington et Ludvig Lundgren |

| 25 avril | Italie | 3-0 (2-0, 1-0, 0-0) | Kazakhstan | Papp László Budapest Sportaréna 1 325 spectateurs |

| Feuille de match | Feuille de match | Feuille de match | Feuille de match | Feuille de match                                                                           |
| ---------------- | --- | ---------------- | ---------------- | ------------------------------------------------------------------------------------------ |
|                  | Hochkofler (Goi, McMonagle) — 5 min 18 s D. Kostner (Insam, Gander) — 9 min 37 s McMonagle (Deluca, Lambacher) — 25 min 26 s | 1-0 2-0 3-0      | -                | Arbitrage : Lasse Heikkinen et Marc Iwert Juges de lignes : Ludvig Lundgren et Daniel Soós |
| Bernard          | Gardiens | Karlsson         |                  | Arbitrage : Lasse Heikkinen et Marc Iwert Juges de lignes : Ludvig Lundgren et Daniel Soós |
| 12 min           | Pénalités | 10 min           |                  | Arbitrage : Lasse Heikkinen et Marc Iwert Juges de lignes : Ludvig Lundgren et Daniel Soós |
| 40               | Tirs | 29               |                  | Arbitrage : Lasse Heikkinen et Marc Iwert Juges de lignes : Ludvig Lundgren et Daniel Soós |

| 25 avril | Grande-Bretagne | 5-3 (2-1, 0-2, 3-0) | Pologne | Papp László Budapest Sportaréna 1 435 spectateurs |

| Feuille de match | Feuille de match | Feuille de match                | Feuille de match | Feuille de match                                                                                       |
| ---------------- | --- | ------------------------------- | --- | --- |
|                  | Perlini (Richardson, Farmer) — 3 min 2 s - Shields (Farmer, Perlini) — 18 min 37 s (SN) - Brooks (Dowd, Lee) — 44 min 56 s O'Connor (Hammond, Shields) — 46 min 40 s (2 SN) J. Phillips (Lachowicz) — 59 min 29 s (CV) | 1-0 1-1 2-1 2-2 2-3 3-3 4-3 5-3 | - Chmielewski (Kapica) — 12 min 21 s (SN) - Kapica (Pociecha, Chmielewski) — 23 min 31 s Zapała (Malasiński, Murray) — 29 min 42 s - | Arbitrage : Alessandro Dipietro et Oldřich Hejduk Juges de lignes : Márton Németh et Marc-Henri Progin |
| Bowns            | Gardiens | Murray                          | | Arbitrage : Alessandro Dipietro et Oldřich Hejduk Juges de lignes : Márton Németh et Marc-Henri Progin |
| 8 min            | Pénalités | 10 min                          | | Arbitrage : Alessandro Dipietro et Oldřich Hejduk Juges de lignes : Márton Németh et Marc-Henri Progin |
| 34               | Tirs | 39                              | | Arbitrage : Alessandro Dipietro et Oldřich Hejduk Juges de lignes : Márton Németh et Marc-Henri Progin |

| 25 avril | Slovénie | 4-1 (1-0, 1-1, 2-0) | Hongrie | Papp László Budapest Sportaréna 7 460 spectateurs |

| Feuille de match | Feuille de match | Feuille de match    | Feuille de match                          | Feuille de match                                                                               |
| ---------------- | --- | ------------------- | ----------------------------------------- | ---------------------------------------------------------------------------------------------- |
|                  | Magovac (Mušič, Ograjenšek) — 6 min 57 s - Urbas (Goličič, Verlič) — 29 min 35 s Goličič (Kuralt) — 55 min 6 s Kovačevič (Kuralt) — 56 min 52 s (CV) | 1-0 1-1 2-1 3-1 4-1 | - Sebők (Hári, Wehrs) — 25 min 7 s (SN) - | Arbitrage : Jeff Ingram et Ladislav Smetana Juges de lignes : Michael Harrington et Josef Špůr |
| Krošelj          | Gardiens | Vay                 |                                           | Arbitrage : Jeff Ingram et Ladislav Smetana Juges de lignes : Michael Harrington et Josef Špůr |
| 14 min           | Pénalités | 12 min              |                                           | Arbitrage : Jeff Ingram et Ladislav Smetana Juges de lignes : Michael Harrington et Josef Špůr |
| 47               | Tirs | 33                  |                                           | Arbitrage : Jeff Ingram et Ladislav Smetana Juges de lignes : Michael Harrington et Josef Špůr |

| 26 avril | Pologne | 2-3 (0-2, 2-0, 0-1) | Hongrie | Papp László Budapest Sportaréna 7 370 spectateurs |

| Feuille de match | Feuille de match                                                                 | Feuille de match    | Feuille de match                                                                             | Feuille de match                                                                               |
| ---------------- | -------------------------------------------------------------------------------- | ------------------- | -------------------------------------------------------------------------------------------- | ---------------------------------------------------------------------------------------------- |
|                  | - Komorski (Dronia) — 25 min 21 s Chmielewski (Kolusz, Pociecha) — 32 min 13 s - | 0-1 0-2 1-2 2-2 2-3 | Sebők (Galló, Hári) — 1 min 4 s (SN) Benk (Magosi) — 9 min 17 s - Hári (Sebők) — 40 min 30 s | Arbitrage : Jeff Ingram et Trpimir Piragić Juges de lignes : Thomas Caillot et Ludvig Lundgren |
| Odrobny          | Gardiens                                                                         | Vay                 |                                                                                              | Arbitrage : Jeff Ingram et Trpimir Piragić Juges de lignes : Thomas Caillot et Ludvig Lundgren |
| 8 min            | Pénalités                                                                        | 8 min               |                                                                                              | Arbitrage : Jeff Ingram et Trpimir Piragić Juges de lignes : Thomas Caillot et Ludvig Lundgren |
| 34               | Tirs                                                                             | 36                  |                                                                                              | Arbitrage : Jeff Ingram et Trpimir Piragić Juges de lignes : Thomas Caillot et Ludvig Lundgren |

| 27 avril | Kazakhstan | 3-5 (2-2, 1-2, 0-1) | Slovénie | Papp László Budapest Sportaréna 1 645 spectateurs |

| Feuille de match | Feuille de match | Feuille de match                | Feuille de match | Feuille de match                                                                              |
| ---------------- | --- | ------------------------------- | --- | --------------------------------------------------------------------------------------------- |
|                  | - Petoukhov (Asetov) — 6 min 37 s Grents (Metalnikov, Yevdokimov) — 10 min 48 s - Asetov (Petoukhov, Polokhov) — 38 min 4 s - | 0-1 1-1 2-1 2-2 2-3 2-4 3-4 3-5 | Verlič (Urbas, Goličič) — 5 min 17 s - Urbas (Verlič, Goličič) — 15 min 47 s Verlič (Magovac, Sabolič) — 27 min 28 s (SN) Kovačević (Ograjenšek, Podlipnik) — 37 min 50 s (SN) - Verlič — 53 min 56 s | Arbitrage : Alessandro Dipietro et Jeff Ingram Juges de lignes : Márton Németh et Daniel Soós |
| Karlsson         | Gardiens | Krošelj                         | | Arbitrage : Alessandro Dipietro et Jeff Ingram Juges de lignes : Márton Németh et Daniel Soós |
| 8 min            | Pénalités | 18 min                          | | Arbitrage : Alessandro Dipietro et Jeff Ingram Juges de lignes : Márton Németh et Daniel Soós |
| 23               | Tirs | 36                              | | Arbitrage : Alessandro Dipietro et Jeff Ingram Juges de lignes : Márton Németh et Daniel Soós |

| 27 avril | Italie | 3-4 (2-2, 0-1, 1-1) | Grande-Bretagne | Papp László Budapest Sportaréna 1 750 spectateurs |

| Feuille de match                               | Feuille de match | Feuille de match            | Feuille de match | Feuille de match                                                                                      |
| ---------------------------------------------- | --- | --------------------------- | --- | --- |
|                                                | - Lambacher (Deluca, Helfer) — 7 min 23 s - Larkin (Hofer, Goi) — 13 min 30 s - Scandella (Hochkofler, Pavlu) — 45 min 8 s - | 0-1 1-1 1-2 2-2 2-3 3-3 3-4 | Perlini (Lee, Swindlehurst) — 7 min 1 s - Dowd (Brooks, O'Connor) — 8 min 7 s - O'Connor (Richardson) — 22 min 10 s - Perlini — 48 min 44 s | Arbitrage : Lasse Heikkinen et Ladislav Smetana Juges de lignes : Thomas Caillot et Marc-Henri Progin |
| Bernard (22 min 10 s) De Filippo (37 min 33 s) | Gardiens | Bowns                       | | Arbitrage : Lasse Heikkinen et Ladislav Smetana Juges de lignes : Thomas Caillot et Marc-Henri Progin |
| 4 min                                          | Pénalités | 8 min                       | | Arbitrage : Lasse Heikkinen et Ladislav Smetana Juges de lignes : Thomas Caillot et Marc-Henri Progin |
| 33                                             | Tirs | 17                          | | Arbitrage : Lasse Heikkinen et Ladislav Smetana Juges de lignes : Thomas Caillot et Marc-Henri Progin |

| 28 avril | Kazakhstan | 6-1 (2-0, 2-1, 2-0) | Pologne | Papp László Budapest Sportaréna 1 505 spectateurs |

| Feuille de match | Feuille de match | Feuille de match                 | Feuille de match                        | Feuille de match                                                                                  |
| ---------------- | --- | -------------------------------- | --------------------------------------- | ------------------------------------------------------------------------------------------------- |
|                  | Startchenko (Rymarev) — 12 min 20 s Akolzine (Orekhov) — 13 min 34 s Startchenko (Semionov, Dallman) — 24 min 34 s (SN) - Startchenko (Dallman, Semionov) — 39 min 13 s Koutchine (Startchenko, Rymarev) — 46 min 3 s (2 SN) Startchenko (Rymarev, Semionov) — 59 min 8 s | 1-0 2-0 3-0 3-1 4-1 5-1 6-1      | - Zapała (Łyszczarczyk) — 27 min 19 s - | Arbitrage : Alessandro Dipietro et Marc Iwert Juges de lignes : Michael Harrington et Daniel Soós |
| Karlsson         | Gardiens | Odrobny (40 min) Murray (20 min) |                                         | Arbitrage : Alessandro Dipietro et Marc Iwert Juges de lignes : Michael Harrington et Daniel Soós |
| 4 min            | Pénalités | 33 min                           |                                         | Arbitrage : Alessandro Dipietro et Marc Iwert Juges de lignes : Michael Harrington et Daniel Soós |
| 31               | Tirs | 30                               |                                         | Arbitrage : Alessandro Dipietro et Marc Iwert Juges de lignes : Michael Harrington et Daniel Soós |

| 28 avril | Slovénie | 3-4 (1-1, 2-2, 0-1) | Italie | Papp László Budapest Sportaréna 2 465 spectateurs |

| Feuille de match | Feuille de match | Feuille de match            | Feuille de match | Feuille de match                                                                                   |
| ---------------- | --- | --------------------------- | --- | -------------------------------------------------------------------------------------------------- |
|                  | - Podlipnik (Mušič, Kovačevič) — 17 min 11 s Tičar (Urbas, Verlič) — 23 min 55 s (SN) - Kovačevič (Tičar, Magovac) — 38 min 52 s - | 0-1 1-1 2-1 2-2 2-3 3-3 3-4 | Gander (D. Kostner, McMonagle) — 1 min 39 s (SN) - Sullivan (D. Kostner, Deluca) — 29 min 26 s (SN) Trivellato (Deluca, Lambacher) — 33 min 43 s - D. Kostner (Sullivan, Scandella) — 59 min 58 s | Arbitrage : Oldřich Hejduk et Trpimir Piragić Juges de lignes : Márton Németh et Marc-Henri Progin |
| Krošelj          | Gardiens | De Filippo                  | | Arbitrage : Oldřich Hejduk et Trpimir Piragić Juges de lignes : Márton Németh et Marc-Henri Progin |
| 12 min           | Pénalités | 10 min                      | | Arbitrage : Oldřich Hejduk et Trpimir Piragić Juges de lignes : Márton Németh et Marc-Henri Progin |
| 34               | Tirs | 33                          | | Arbitrage : Oldřich Hejduk et Trpimir Piragić Juges de lignes : Márton Németh et Marc-Henri Progin |

| 28 avril | Hongrie | 2-3 (TB) (1-0, 0-0, 1-2, 0-0, 0-1) | Grande-Bretagne | Papp László Budapest Sportaréna 7 870 spectateurs |

| Feuille de match | Feuille de match                                                     | Feuille de match    | Feuille de match                                                                           | Feuille de match                                                                           |
| ---------------- | -------------------------------------------------------------------- | ------------------- | ------------------------------------------------------------------------------------------ | ------------------------------------------------------------------------------------------ |
|                  | Bodó (Nagy, Sarauer) — 3 min 31 s (SN) Erdély (Hári) — 41 min 53 s - | 1-0 2-0 2-1 2-2 2-3 | - Dowd (Brooks, Richardson) — 50 min 55 s Farmer — 59 min 45 s (JS) O'Connor — 65 min (TB) | Arbitrage : Lasse Heikkinen et Jeff Ingram Juges de lignes : Ludvig Lundgren et Josef Špůr |
| Vay              | Gardiens                                                             | Bowns               |                                                                                            | Arbitrage : Lasse Heikkinen et Jeff Ingram Juges de lignes : Ludvig Lundgren et Josef Špůr |
| 10 min           | Pénalités                                                            | 8 min               |                                                                                            | Arbitrage : Lasse Heikkinen et Jeff Ingram Juges de lignes : Ludvig Lundgren et Josef Špůr |
| 33               | Tirs                                                                 | 43                  |                                                                                            | Arbitrage : Lasse Heikkinen et Jeff Ingram Juges de lignes : Ludvig Lundgren et Josef Špůr |

## Classement
| Clt   | Équipe              | PJ | V | VP | D | DP | BP | BC | Diff | Pts |
| ----- | ------------------- | -- | - | -- | - | -- | -- | -- | ---- | --- |
| +001, | Grande-Bretagne (P) | 5  | 3 | 1  | 1 | 0  | 16 | 15 | +1   | 11  |
| +002, | Italie (R)          | 5  | 3 | 0  | 2 | 0  | 5  | 11 | +4   | 9   |
| +003, | Kazakhstan          | 5  | 3 | 0  | 2 | 0  | 18 | 10 | +8   | 9   |
| +004, | Hongrie             | 5  | 2 | 0  | 2 | 1  | 9  | 14 | -5   | 7   |
| +005, | Slovénie (R)        | 5  | 2 | 0  | 3 | 0  | 15 | 15 | 0    | 6   |
| +006, | Pologne             | 5  | 1 | 0  | 4 | 0  | 11 | 19 | -8   | 3   |

- Promu en Division Élite en 2019
- Relégué en Division IB en 2019

Pour les significations des abréviations, voir statistiques du hockey sur glace.
Nota : en cas d'égalité de points, le départage s'effectue en prenant en compte le nombre de points entre les équipes à égalité. L'Italie ayant battu le Kazakhstan 3 à 0, elle se classe à la 2e place.

## Récompenses individuelles
| Équipe-type des médias.                                             |
| Sebők Perlini Startchenko Kovačevič O'Connor Ádám Vay MVP : Perlini |
| Sebők Perlini Startchenko Kovačevič O'Connor Ádám Vay MVP : Perlini |

Équipe type IIHF :
- Meilleur gardien :  Ádám Vay
- Meilleur défenseur :  Ben O'Connor
- Meilleur attaquant :  Jan Urbas

## Statistiques individuelles
| Clt | Joueur            | Équipe          | PJ | B | A | Pts | Pun | +/- |
| --- | ----------------- | --------------- | -- | - | - | --- | --- | --- |
| 1   | Roman Startchenko | Kazakhstan      | 5  | 6 | 2 | 8   | 4   | 0   |
| 2   | Miha Verlič       | Slovénie        | 5  | 3 | 4 | 7   | 2   | +4  |
| 3   | Ben O'Connor      | Grande-Bretagne | 5  | 4 | 2 | 6   | 2   | +2  |
| 3   | Brett Perlini     | Grande-Bretagne | 5  | 4 | 2 | 6   | 2   | +2  |
| 5   | Jan Urbas         | Slovénie        | 5  | 3 | 3 | 6   | 0   | +3  |
| 6   | Ievgueni Rymarev  | Kazakhstan      | 5  | 2 | 4 | 6   | 2   | +2  |
| 7   | Ivan Deluca       | Italie          | 5  | 1 | 5 | 6   | 2   | +2  |
| 8   | Balázs Sebők      | Hongrie         | 5  | 3 | 2 | 5   | 2   | +1  |
| 9   | Aron Chmielewski  | Pologne         | 4  | 2 | 3 | 5   | 2   | 0   |
| 10  | Robert Dowd       | Grande-Bretagne | 5  | 3 | 1 | 4   | 0   | -1  |

| Clt | Joueur             | Équipe          | PJ | Min      | BC | Moy  | %Arr  | Bl |
| --- | ------------------ | --------------- | -- | -------- | -- | ---- | ----- | -- |
| 1   | Henrik Karlsson    | Kazakhstan      | 5  | 300 h    | 10 | 2,00 | 93,71 | 1  |
| 2   | Ádám Vay           | Hongrie         | 5  | 304 h 46 | 13 | 2,56 | 93,12 | 0  |
| 3   | Marco De Filippo   | Italie          | 3  | 157 h 33 | 5  | 1,90 | 92,42 | 0  |
| 4   | Ben Bowns          | Grande-Bretagne | 5  | 290 h 13 | 14 | 2,89 | 91,91 | 0  |
| 5   | Przemysław Odrobny | Pologne         | 3  | 159 h 18 | 9  | 3,39 | 90,32 | 0  |
| 6   | Andreas Bernard    | Italie          | 3  | 141 h 10 | 6  | 2,55 | 89,47 | 1  |
| 7   | Murray             | Pologne         | 3  | 138 h 30 | 8  | 3,47 | 89,47 | 0  |
| 8   | Gašper Krošelj     | Slovénie        | 5  | 295 h 34 | 14 | 2,84 | 89,23 | 0  |

Pour les significations des abréviations, voir statistiques du hockey sur glace.
Nota : seuls sont classés les gardiens ayant joué au minimum 40 % du temps de jeu de leur équipe.